# 星空のディスタンス
「星空のディスタンス」（ほしぞらのディスタンス）は、1984年1月21日に発売されたALFEE17枚目のシングル。

## 概要
発売当時のジャケットには「星空のディスタンス」の日本語表記の他に、「UNDER THE STARRY SKY」との英語表記がある。VHS・LD・DVD「History I」の裏ジャケットやブックレット、1991年のAmerican Music Awards(AMA)出演時の画面テロップでは「THE DISTANCE」と英語表記された。

## 音楽性

### 星空のディスタンス
発売は1984年だが、実際はデビュー当時1974年頃に曲が作られ、ライヴハウス時代（キャニオンより再デビュー前）は、Guitar Instrumentalで演奏された。作曲を担当した高見沢は、前作「メリーアン」のヒットを無駄にしないため「絶対に売れるための曲」を意識して何度も曲を書き直したという。
前作「メリーアン」に引き続き、桜井がリード・ヴォーカルを務める。アルバム『THE RENAISSANCE』へは新たなアウトロが付け加えられたLong Versionが収録されている。
『SWEAT&TEARS』と同様、コンサートでの演奏回数の多い定番曲。特にアンコールで演奏されることが多く、その際はアルバム『THE RENAISSANCE』に収録されたLong versionラストのサビコーラスを歌い出しにして演奏する（ライブ・ヴァージョンのスタジオ録音は『ALFEE GET REQUESTS』に収録）。
2019年、習志野市立習志野高等学校野球部が、第101回全国高等学校野球選手権大会に出場した際、吹奏楽部が応援歌に採用した。それによりメンバーから感謝で、飲み物の差し入れがあったという。
2020年、新型コロナウィルス感染症の流行とソーシャルディスタンスから、冒頭のアカペラ部分の歌詞を一部変更し、無観客配信の夏のイベント「夏の夢」で『抗コロナ編』として演奏された。この音源はシングル『Joker -眠らない街-』の初回限定盤Cのボーナストラックとして収録されている。同バージョンは、同年の『2020 FNS歌謡祭』で、阿佐ヶ谷姉妹、『2022 FNS歌謡祭』（いずれもフジテレビ系列）でダチョウ倶楽部、土田晃之とのコラボレーションでもそれぞれ披露された。
2024年12月31日、出場した『第75回NHK紅白歌合戦』にて演奏された。

## チャート成績
売上枚数は52.4万枚。1980年代に発売されたアルフィーのシングルで最も売上の高い作品で、全シングルの中でも2番目である（1番は1992年「Promised Love」）。
TBS「ザ・ベストテン」に1984年2月9日に6位で初登場。3月15日に第1位 (オリコン4位、有線4位、ラジオ2位、ハガキリクエスト1位) に到達。5月3日の第10位まで約3ヶ月ランクインした。企画で、星型の桐タンスが作られ「星空のディスたんす」と呼ばれた（この桐タンスはその後紛失したことが発覚し、現存していない）。

## 収録曲
1. 星空のディスタンス
  - 作詞：高見沢俊彦・高橋研、作曲：高見沢俊彦、編曲：ALFEE
  - 調：ロ短調（終盤はハ短調に転調）[3]
2. DOWNTOWN STREET
  - 作詞・作曲：高見沢俊彦、編曲：ALFEE

曲の最後に「高見沢ってのが作ったんだぜ」という坂崎のセリフが入っている。本作が発売された当初、RCサクセションの忌野清志郎が「三菱・ミラージュ」のCMに出ており、「ミツビシってーのが作ったんだぜぇ」というセリフのパロディである。

## 収録作品
- THE RENAISSANCE（#1、Long Version）
- ALFEE GOLD（#1）
- BEST SELECTION（#1）
- ALFEE A面 コレクション (CD)（#1）
- ALFEE B面 コレクション (CD)（#2）
- ALFEE 4WAY STORY（#1）
- 14 Best Hits ALFEE（#1）
- アルフィーA面コレクション スペシャル（#1）
- アルフィーB面コレクション スペシャル（#2）
- NON-STOP THE ALFEE（#1）
- BEST SELECTION II THE ALFEE（#2）
- THE ALFEE CLASSICS（#1、組曲「惑星」作品32より木星～星空のディスタンス）
- THE ALFEE THE BEST（#1、新録）
- THE ALFEE SINGLE HISTORY VOL.II 1983-1986（#1,2）
- THE ALFEE 單曲全集一（#1）
- The Alfee Meets Dance（#1）
- THE ALFEE EMOTIONAL LOVE SONGS（#1、『THE BEST』ヴァージョン）
- THE ALFEE 30th ANNIVERSARY HIT SINGLE COLLECTION 37（#1、新録）
- THE ALFEE SINGLE HISTORY VOL.VI 2002-2008（#1、『30th ANNIVERSARY HIT SINGLE COLLECTION 37』ヴァージョン）
- STARTING OVER 〜BEST HIT OF THE ALFEE〜（#1、新録。メドレー中の一曲）
- ALFEE GET REQUESTS（#1、新録）

## 参加ミュージシャン
- 山石敬之 （Keyboards）
- 山木秀夫 （Drums）

## 品番
- EP：7A0350
- CD：S10A0125

## タイアップ
| # | 曲名                   | タイアップ                                             | 出典  | 備考                       |
| - | ---------------------- | ------------------------------------------------------ | ----- | -------------------------- |
| 1 | 「星空のディスタンス」 | TBS系テレビドラマ『無邪気な関係』主題歌                | [ 4 ] |                            |
| 1 | 「星空のディスタンス」 | KIRIN『のどごし<生>』「のどごし 夢のドリーム」CMソング | [ 5 ] | 2013年起用。メンバー出演。 |
| 2 | 「DOWNTOWN STREET」    | TBS系テレビドラマ『無邪気な関係』挿入歌                |       |                            |

## カバー
| 曲名               | アーティスト               | 収録作品                                                     | 発売日        | 備考 |  |
| ------------------ | -------------------------- | ------------------------------------------------------------ | ------------- | ---- |  |
| 星空のディスタンス | 今井麻美、原由実、沼倉愛美 | アルバム『THE IDOLM@STER STATION!!! THIRD TRAVEL WANTED!!!』 | 2011年4月13日 |      |  |
| 星空のディスタンス | 青木隆治                   | アルバム『VOICE 198X』                                       | 2015年1月14日 |      |  |
| 星空のディスタンス | Acid Black Cherry          | アルバム『Recreation 4』                                     | 2017年1月25日 |      |  |
| 星空のディスタンス | 森田（岩崎諒太）           | アルバム『TVアニメ「スナックバス江」Cover Song Correction』  | 2024年4月3日  |      |  |
| 星空のディスタンス | TUBE                       | アルバム『五十年祭』                                         | 2024年8月14日 |      |  |

## 関連企画・エピソード
2005年夏の野外イベントのグッズでは、「星空のチーズケーキ」と題されたお菓子が販売された。
2006年夏の野外イベントのグッズでは、歌詞から「燃え上がれ！愛のオムレット」と題されたお菓子が販売された。パッケージには、ジャケット画像が使用された。
2015年秋のコンサートツアーグッズでは、煎餅の「星空のディスたんす」が販売された。上述の「ザ・ベストテン」の星型の桐タンスをイメージしている。
2020年11月14日から、愛知県一宮市光明寺・138タワーパークでの恒例のイルミネーションでは、「星空のDistance〜人を想う距離〜」と命名された。新型コロナウイルス感染防止で距離を取りながら楽しむ意図がある。
2021年夏の無観客配信イベントのグッズでは、クッキーの「星空のティラミス」が販売された。